# Le Faouët (Côtes-d’Armor)
Le Faouët település Franciaországban, Côtes-d’Armor megyében. Lakosainak száma 410 fő (2022. január 1.). Le Faouët Lanleff, Quemper-Guézennec, Saint-Clet, Saint-Gilles-les-Bois, Tréméven és Trévérec községekkel határos.

## Népesség
A település népességének változása:
| Lakosok száma | 450  | 319  | 250  | 294  | 347  | 390  | 396  | 399  | 400  | 410  |
|               | 1968 | 1982 | 1990 | 2006 | 2013 | 2015 | 2017 | 2019 | 2020 | 2022 |